# Trophée Larry-D.-Gordon
Le trophée Larry-D.-Gordon était un trophée remis au joueur étant jugé le meilleur à la position de défenseur dans la ligue internationale de hockey de la saison 1964-65 à 2000-01. Le gagnant était choisi par les entraîneurs-chefs de la ligue.
De 1964-65 à 1997-98, le trophée fut connu sous le nom de trophée des gouverneurs. 

## Gagnant du trophée
| Année | Gagnant                     | Équipe                                     |
| ----- | --------------------------- | ------------------------------------------ |
| 1965  | Lionel Repka                | Komets de Fort Wayne                       |
| 1966  | Robert Lemieux              | Mohawks de Muskegon                        |
| 1967  | Larry Mavety                | Flags de Port Huron                        |
| 1968  | Carl Brewer                 | Mohawks de Muskegon                        |
| 1969  | Maurice Benoit Alain Beaulé | Gems de Dayton                             |
| 1970  | John Gravel                 | Blades de Toledo                           |
| 1971  | Bob LePage                  | Oak Leafs de Des Moines                    |
| 1972  | Rick Pagnutti               | Komets de Fort Wayne                       |
| 1973  | Bob McCammon                | Wings de Port Huron                        |
| 1974  | Dave Simpson                | Gems de Dayton                             |
| 1975  | Murray Flegel               | Mohawks de Muskegon                        |
| 1976  | Murray Flegel               | Mohawks de Muskegon                        |
| 1977  | Tom Mellor                  | Goaldiggers de Toledo                      |
| 1978  | Michel Lachance             | Admirals de Milwaukee                      |
| 1979  | Guido Tenesi                | Owls de Grand Rapids                       |
| 1980  | John Gibson                 | Gears de Saginaw                           |
| 1981  | Larry Goodenough            | Gears de Saginaw                           |
| 1982  | Don Waddell                 | Gears de Saginaw                           |
| 1983  | Jim Burton Kevin Willison   | Komets de Fort Wayne Admirals de Milwaukee |
| 1984  | Kevin Willison              | Admirals de Milwaukee                      |
| 1985  | Lee Norwood                 | Rivermen de Peoria                         |
| 1986  | Jim Burton                  | Komets de Fort Wayne                       |
| 1987  | Jim Burton                  | Komets de Fort Wayne                       |
| 1988  | Phil Bourque                | Lumberjacks de Muskegon                    |
| 1989  | Randy Boyd                  | Admirals de Milwaukee                      |
| 1990  | Brian Glynn                 | Golden Eagles de Salt Lake                 |
| 1991  | Brian McKee                 | Komets de Fort Wayne                       |
| 1992  | Jean-Marc Richard           | Komets de Fort Wayne                       |
| 1993  | Bill Houlder                | Gulls de San Diego                         |
| 1994  | Darren Veitch               | Rivermen de Peoria                         |
| 1995  | Todd Richards               | Thunder de Las Vegas                       |
| 1996  | Greg Hawgood                | Thunder de Las Vegas                       |
| 1997  | Brad Werenka                | Ice d'Indianapolis                         |
| 1998  | Dan Lambert                 | Ice Dogs de Long Beach                     |
| 1999  | Greg Hawgood                | Aeros de Houston                           |
| 2000  | Brett Hauer                 | Moose du Manitoba                          |
| 2001  | Brett Hauer                 | Moose du Manitoba                          |